# Wim Tap (voetballer)
Wilhelmus (Wim) Tap (Den Haag, 3 oktober 1903 – aldaar, 24 september 1979) was een Nederlands voetballer en voetbaltrainer. Hij was een broer van Gerard Tap.
Tap begon bij VIOS en werd bekend als aanvaller bij ADO in Den Haag in de tijd dat er nog geen betaald voetbal was. Wim Tap was een meer dan gemiddeld talent, hij bracht het tot 33 interlands voor het Nederlands Elftal. Daarin scoorde hij 17 goals. Hij was de eerste international van ADO. Zijn debuut maakte hij op 25 oktober 1925 in de met 4-2 gewonnen wedstrijd tegen Denemarken. Wim Tap scoorde in die wedstrijd één doelpunt. Zijn laatste interland was tegen België op 3 mei 1931. Hij was een aantal jaren Oranje's topscorer, totdat Beb Bakhuijs zijn totaal verbeterde. In 1936 beëindigde hij zijn succesvolle loopbaan en werd vervolgens trainer van ADO. Onder zijn leiding werd ADO landskampioen in 1942 en 1943. In 1946 werd hij opgevolgd door Ben Tap (geen directe familie) die speler was onder zijn leiding. Tap trainde twee seizoenen HBS en ZFC en dreef vervolgens een café in Den Haag.